# Photos (with)
La sèrie Photos (with), al Japó anomenada Photo Together (with), comprèn tres entregues de sagues de videojocs de Nintendo: de Mario (Photos with Mario), d'Animal Crossing (Photos with Animal Crossing) i Pikmin (Photos with Pikmin).

## Jugabilitat general
L'aplicació compta amb la capacitat de moure els personatges fora de la targeta de realitat augmentada i situar-los en qualsevol lloc per fer una foto en prémer el botó L per "agafar" els personatges que apareixen en pantalla i col·locar-los en una altra part; pressionant de nou el botó per «alliberar» els personatges, fent que desapareguin. En prémer el botó R pren una foto i prenent un dels botons de la cara permet una demora de temps abans que una foto es pren automàticament (amb el botó A són tres segons, amb el B són cinc segons, amb l'Y deu segons i el botó X sent aleatori}. En prémer el botó de la càmera a la pantalla canvia de fons de la càmera exterior a la interior, i viceversa. La il·luminació de l'escena pot ser alterada amb el Circle Pad, que permet als jugadors canviar l'angle i el color de la llum.
La col·locació de diverses targetes en una trama fa que els personatges interactuïn entre si d'alguna manera (és a dir, el Goomba aixafi en Mario, per exemple, en el cas de Photos with Mario); la targeta "?" també és compatible amb l'aplicació, el que crea una Warp Pipe que proporciona una reacció diferent amb cada personatge la targeta interactua (amb Mario i Peach, en Toad emergeix, i amb el Goomba, una Planta Piranya emergeix, un Koopa Troopa, i Bowser, si múltiples cartes de personatge són al quadre, la targeta de preguntes mostra només un tub, i si no hi ha altra cosa a la pantalla, el Bullet Bill emergeix; en el cas de Photos with Mario). Visualització de la targeta des de diverses direccions i cridar al seu nom en el micròfon també causa diverses accions que es produeixi.
El jugador també pot causar diversos efectes ocorrin en pantalla, com ara bufar bombolles, causant una ràfega de vent, fent que la neu, i havent petards s'apaguen.

## Photos with Mario
Photos with Mario, anomenat al Japó Photo Together with Super Mario (いっしょにフォト スーパーマリオ, Issho ni Foto Sūpā Mario), és una aplicació llançada al Japó de forma digital el 23 d'abril de 2013 al Japó, el 18 de maig de 2014 als Estats Units i a finals de 2015 al Canadà a la Nintendo 3DS basada en fotografia, el que permet als jugadors prendre imatges dels personatges de Mario. El videojoc ocupa 65 blocs, i l'aplicació és gratuïta des de la Nintendo eShop excepte les targetes, que en valen 10 $ (o 1000¥/2000¥/3000¥). A finals de 2015 va sortir a Europa.
El 18 de maig de 2014 va sortir als Estats Units, amb el primer set de targetes especial de RA només en les botigues Target per llançar-se el 28 de maig (es creu que una sola carta existia des del 18 de maig). El tràiler va sortir el 13 de febrer de 2015.
L'aplicació es va anunciar en un Nintendo Direct exclusiu al Japó l'1 d'abril de 2013, junt amb el primer set. El 3 de juny de 2013 en va revelar un altre tràiler. El 27 de maig va sortir el lloc web oficial dels Estats Units del joc, així com un tràiler.
És la primera aplicació totalment centrada en Mario a la Nintendo eShop de la consola, ja que després el succeirà Mario and Donkey Kong: Minis on the Move. L'aplicació ha estat desenvolupada pels mateixos equips darrere de Super Mario Galaxy (Wii, 2007) i Super Mario 3D Land (3DS, 2011), Nintendo EAD Tokyo.
En la Nintendo eShop de Nintendo 3DS d'Amèrica del Nord mostra erròniament la data de llançament com "07/09/1981", la data de llançament de Donkey Kong japonesa a les màquina recreativa si es té en compte que aquesta data segueix l'estructura "mm/dd/aaaa".

### Cartes llançades
Sis cartes s'han llançat en dos sets que contenen 3 cartes cadascuna, amb cadascuna en un joc que té un preu diferent. Les targetes van ser llançades amb les targetes de prepagament de Nintendo eShop especials, incloent també un codi QR (codi de descàrrega de 16 dígits a Europa) a la targeta de prepagament per descarregar l'aplicació des de la Nintendo eShop de 3DS. Als Estats Units només s'ha llançat el primer set, només en les botigues Target, valent cadascuna 10 dòlars. La figura de Bowser, pertanyent al 2n set, sortirà a finals de 2015 a les botigues GameStop nord-americanes per 10$, i les del 2n set també sortiran a Target i a la Nintendo World Store el 2015 als EUA.
| Carta          | Set                                       | Data de llançament                                                                      | Preu                        |
| -------------- | ----------------------------------------- | --------------------------------------------------------------------------------------- | --------------------------- |
| Goomba         | JP Primer EUA Primer                      | JP 23 d'abril de 2013 EUA 28 de maig de 2014 (només botigues Target)                    | JP 1000 ¥ EUA 10$           |
| Mario          | JP Primer EUA Primer CAN Primer EU Primer | JP 23 d'abril de 2013 EUA 28 de maig de 2014 (només botigues Target) EU Mitjans de 2015 | JP 2000 ¥ EUA 10$ EU 15 €/£ |
| Princesa Peach | JP Primer EUA Primer                      | JP 23 d'abril de 2013 EUA 28 de maig de 2014 (només botigues Target i NWS)              | JP 3000 ¥ EUA 10$           |
| Koopa Troopa   | JP Segon EUA Segon                        | JP 29 de juny de 2013 EUA 2015 (només botigues Target i NWS)                            | JP 1000 ¥ EUA 10$           |
| Luigi          | JP Segon EUA Segon CAN Primer EU Primer   | JP 29 de juny de 2013 EU Mitjans de 2015 EUA 2015 (només botigues Target i NWS)         | JP 2000 ¥ EUA 10$ EU 25 €/£ |
| Bowser         | JP Segon EUA Segon CAN Primer EU Primer   | JP 29 de juny de 2013 EU Mitjans de 2015 NA Finals de 2015 (GameStop, Target i NWS)     | JP 3000 ¥ NA 10 $ EU 50 €/£ |

Es creu que la targeta d'en Yoshi va sortir a les botigues Target dels Estats Units el 18 de maig. Les targetes són utilitzables gratuïtament a través d'AR Cards Database Arxivat 2014-05-23 a Wayback Machine..

### Controvèrsia
A finals de juliol de 2015 el hacker Jordan "Smealum" Rabet, famós pel seu llançador de programari casolà, Ninjhax, estaria fent una versió permanent de Ninjhax, és a dir, que s'obriria alhora amb la 3DS. També va dir que necessitaria uns requeriments. Els rumors diuen que aquests jocs seran Pokémon Rumble World i Photos with Mario. Smealum avisa que Nintendo podria retirar-los tan bon punt faci públics els jocs a principis d'agost.

## Photos with Animal Crossing
Photos with Animal Crossing, Photo Together with Animal Crossing al Japó, és una aplicació llançada al Japó de forma digital el 21 de novembre de 2013 a la Nintendo 3DS basada en fotografia, el que permet als jugadors prendre imatges dels personatges de Animal Crossing. L'aplicació, anunciada el 14 de novembre juntament amb Photo Together with Pikmin, en un Chotto Nintendo Direct, ja té el seu primer set de targetes compatibles i exclusives realitat augmentada. A Espanya va sortir el 6 de juliol de 2015, del 5 al 9 d'agost va sortir a la Gamescom 2015 d'Alemanya, encara que sortirà a Amèrica del Nord.

### Cartes llançades
Un set s'ha llançat en dos sets que contenen 3 cartes cadascuna, amb cadascuna en un joc que té un preu diferent. Les targetes van ser llançades amb les targetes de prepagament de Nintendo eShop especials, incloent també un codi QR a la targeta de prepagament per descarregar l'aplicació des de la Nintendo eShop de 3DS. Es poden comprar tots per 12.000 iens.
| Nom del set i llançament        | 1000 ¥        | 2000 ¥   | 3000 ¥      |
| ------------------------------- | ------------- | -------- | ----------- |
| Set 1 JP 21 de novembre de 2013 | Timmy & Tommy | Isabelle | K.K. Slider |

A Espanya va sortir de forma limitada: Tom Nook va sortir als punts participants d'una promoció involucrant un sorteig d'una consola a partir del 15 de juliol amb existència de 150.000 unitats; Canela es va incloure als exemplars de la revista Bravo el 20 de juliol, mentre que Totakeke es va incloure als de la revista Clan el 17 de juliol. A Espanya tenia una promoció en què es podia guanyar una New Nintendo 3DS cada setmana en un concurs.
Les targetes són utilitzables gratuïtament a través d'AR Cards Database Arxivat 2014-05-23 a Wayback Machine..

## Photos with Pikmin
Photos with Pikmin, Photo Together with Pikmin al Japó, és una aplicació llançada al Japó de forma digital el 2 de desembre de 2013 a la Nintendo 3DS basada en fotografia, el que permet als jugadors prendre imatges dels personatges de Pikmin. L'aplicació, anunciada el 14 de novembre juntament amb Photo Together with Animal Crossing, en un Chotto Nintendo Direct, ja té el seu primer set de targetes compatibles i exclusives realitat augmentada. Sortirà a Amèrica del Nord.

### Cartes llançades
Un set s'ha llançat en dos sets que contenen 3 cartes cadascuna, amb cadascuna en un joc que té un preu diferent. Les targetes van ser llançades amb les targetes de prepagament de Nintendo eShop especials, incloent també un codi QR a la targeta de prepagament per descarregar l'aplicació des de la Nintendo eShop de 3DS. Es poden comprar tots per 12.000 iens.
| Nom del set i llançament       | 1000 ¥      | 2000 ¥         | 3000 ¥      |
| ------------------------------ | ----------- | -------------- | ----------- |
| Set 1 JP 2 de desembre de 2013 | Pikmin Groc | Pikmin Vermell | Pikmin Blau |

Les targetes són utilitzables gratuïtament a través d'AR Cards Database Arxivat 2014-05-23 a Wayback Machine..